# レドンダサウルス
レドンダサウルス（学名：Redondasaurus）は、アメリカ合衆国南西部の上部白亜系から化石が産出している、絶滅した植竜類の属。1993年にハントとルーカスにより命名されており、下位分類群には R. gregorii と R. bermani の2種が居る。植竜類の中では最も新しい時代の属であり、また進化的にも最も派生的である。

## 発見と命名
現在のレドンダサウルスとして記載された最初の標本は1939年にニューメキシコ州に分布するトラヴェッサー層でD・E・サヴェージが発見したものであり、サヴェージはそれをマカエロプロソプスとして記載した。ニューメキシコ州では1947年にレドンダ層で別の植竜類の頭蓋骨が発見され、エドウィン・ハリス・コルバートとT・J・グレゴリーはこれを新タクソンのものであると判断した。加えて、上側頭窓が背側から見て隠れていることを根拠に、彼らはこの頭蓋骨が北アメリカの植竜類の中では派生的であると提唱した。第三の頭蓋骨はD・S・ベルマンが1980年に発見しており、後にPseudopalatus buceros、現在の Machaeroprosopus buceros として分類されている。
1992年に発表した論文でスペンサー・G・ルーカスとエイドリアン・P・ハントは、ニューメキシコ州北部から中部にかけての層序と古生物相を議論する中で、未命名の植竜類について言及した。翌年の論文で両名は初めてレドンダサウルスという属名を命名した。この属名は発見地であるメサ・レドンダ（ニューメキシコ州クワイ郡トゥクムカリ）とギリシア語で「トカゲ」を意味する "saurus" に由来する。

## 形態

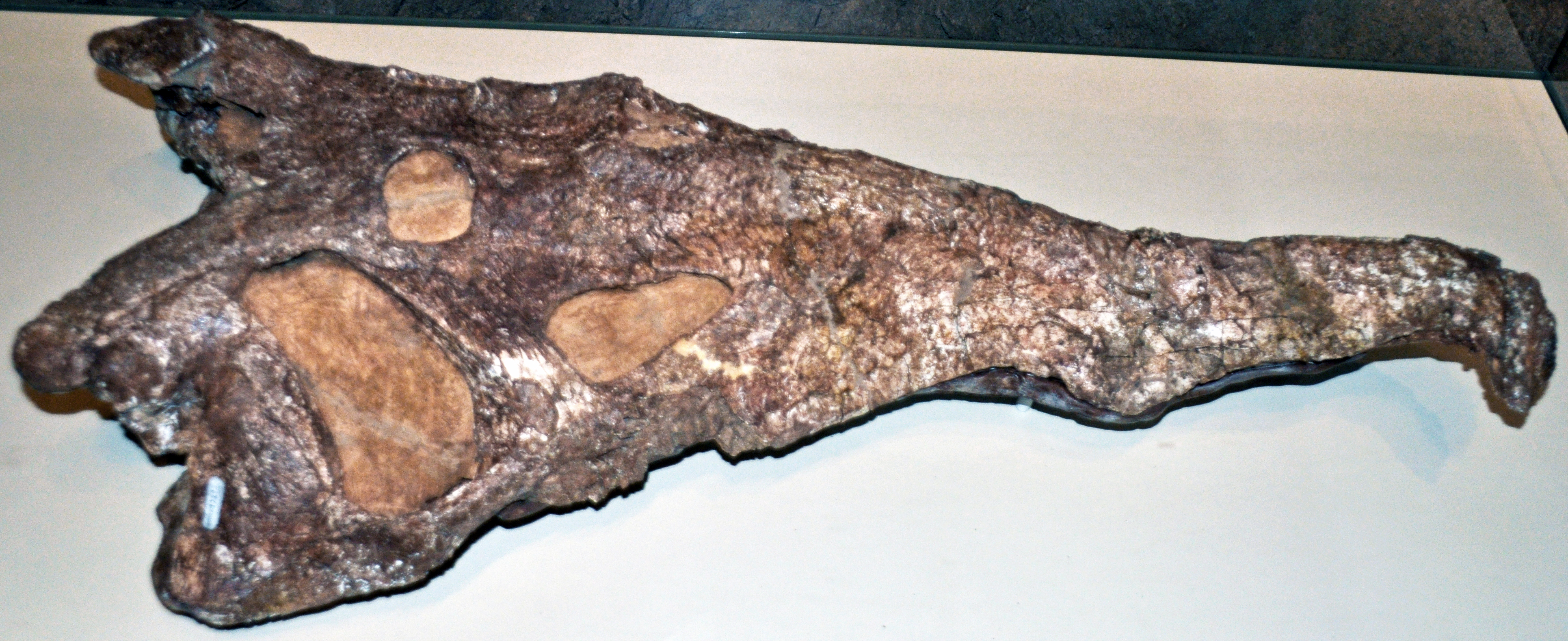
R. bermani 頭蓋骨

レドンダサウルスは他の植竜類と同様に長い吻部を持つ。既知の頭蓋骨長は幼体の22センチメートルから大型の成体の120.5センチメートルまで幅広く、全長は最大6.4メートルと推定される。歯のエナメル質には円柱状の微小な構造が存在する。
R. gregorii は吻部のクレストを欠く点で他種から区別される。完全な頭骨は未発見であるが、レドンダ層から産出した幅の狭い吻部を持つ植竜類の断片標本のいくつかは本種の一部である可能性がある:331。R. bermani は吻部に部分的なクレストを伴う。本種の化石は1個の完全な頭蓋骨しか発見されていないが、ハントとルーカスは他の植竜類の種とのアナロジーから、本種の化石が R. gregorii とほぼ同等に豊富である可能性が高いと判断している:331。

## 分類
1993年の記載においてハントとルーカスは、上側頭窓が背側で隠れていてその前縁が頭蓋天井に僅かに現れるのみであること、鱗状骨-後眼窩骨のバーが幅広であることを本属の標徴形質として与えている:331。またハントとルーカスは頭蓋天井を走る後頭部の正中線が腹側へ移る進化傾向が植竜類にあるとし、これを根拠としてレドンダサウルスが最も進化的な形質状態を持つとした:331。加えて、2012年にJ・スピエルマンとS・G・ルーカスはさらなる標徴形質を導入している。具体的には前眼窩窓の小型化、前側頭下棚の発達、外鼻孔の前半分の形成に参加する中上顎骨、厚みを増した眼窩縁、膨大した鼻骨後側部、厚みを増した背部の皮骨板が挙げられる。
歴史的に見ると、レドンダサウルスの研究はその利用可能な標本数の乏しさに制約を受けており、文献上では4個体の頭蓋骨しか確認できなかった。その後、ノーリアンからレーティアンにかけての複数体のレドンダサウルスが発見され、確認された頭蓋骨の数は10に増えた。これらの標本には幼体から成体まで幅広い体サイズの個体が含まれている。レドンダサウルスの性的二形はJ・スピエルマンとS・G・ルーカスが2012年にアメリカ地質学会の第64回年会で発表している。
なお1995年、ロングとマリーはレドンダサウルスの有効性に異議を唱え、論文中で扱う標本に対して Pseudopalatus pristinus と呼称した。これは、レドンダサウルスのタイプ標本が鼻骨領域の全体、吻部の左側、右前上顎骨の前側三分の二、口蓋骨のほぼ全てを失っているためである。これに加え、1939年にサヴェージが記載に用いた用語は Machaeroprosopus であり、複数の論文ではこの語が Redondasaurus の代わりに属名として用いられ続けている。また、2013年に Hungerbühler et al. はレドンダサウルスをマカエロプロソプスのジュニアシノニムと見なすべきであると主張した。この根拠は Machaeroprosopus lottorum の形態が2属間の形態差を埋めていること、R. gregorii と R. bermani が姉妹群をなす系統樹の作成にさらなる3ステップが必要であることが挙げられる。

## 古生態

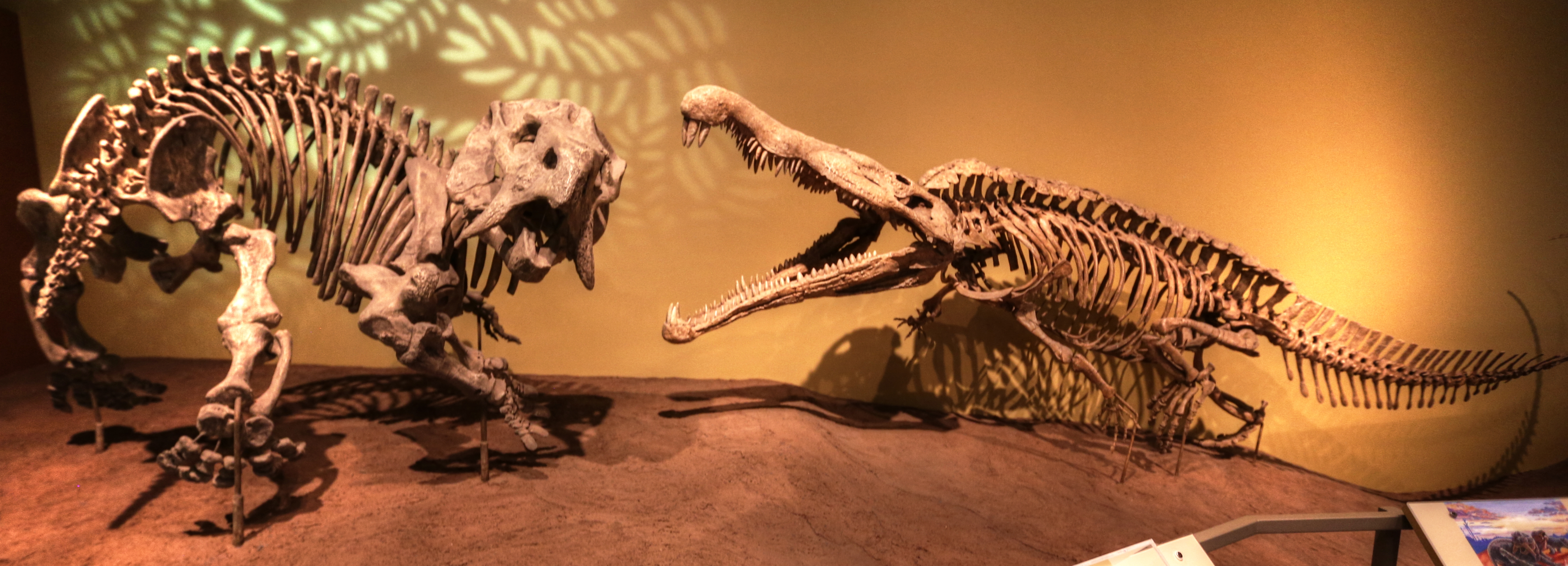
プラケリアスとレドンダサウルス

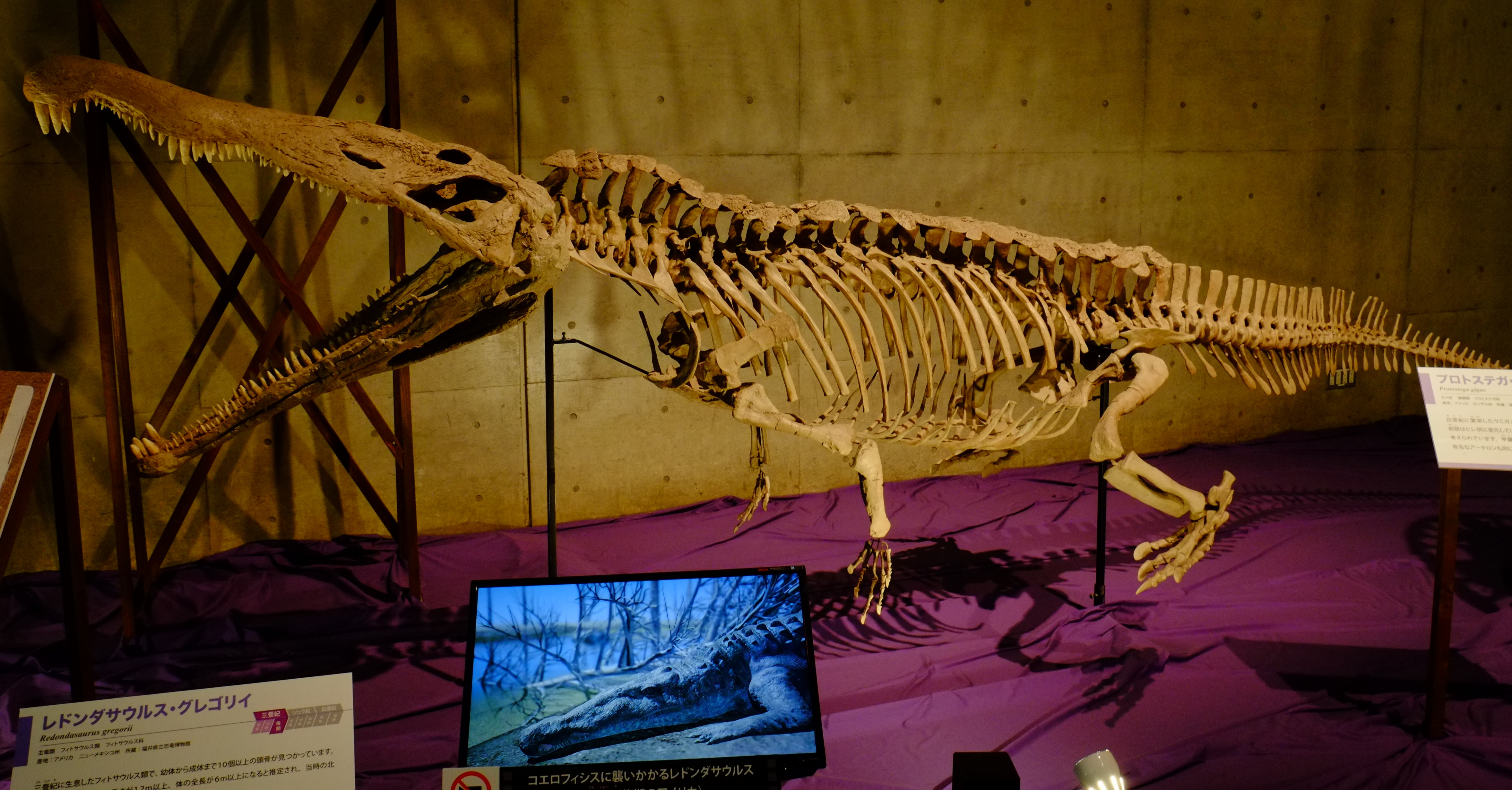
レドンダサウルスの骨格

レドンダサウルスの頭蓋骨の大多数が発見されているチンリ層群は河成堆積物と湖沼堆積物により構成されている。チンリ層に堆積した化石は氾濫原・湿原・沼・河川チャネルに起源を持つものである。さらなる古生物学的・堆積物学的証拠からは、チンリの気候が莫大な降水量に強く影響を受けたとする仮説が支持されている。
レドンダサウルスの化石は5体がアメリカ合衆国ニューメキシコ州、1体が同国ユタ州から回収されている。特に発見されている層序はニューメキシコ州のロックポイント層（チンリ層群の一部）、トラヴェッサー層、レドンダ層である。チンリ層群はアエトサウルス目に関心を持つ古生物学者にとって特に重要であり、後期三畳紀の生物編年学の成立に深く関与している。ユタ州ではウィンゲート砂岩層で化石が産出している。
レドンダサウルスは陸上脊椎動物化石群の指標となる生物として重要である。レドンダサウルスの化石は時間的な制約を受けており、加えて同定が容易であるため、示準化石として用いられているのである。レドンダサウルスの化石層序を相関させることで、アメリカ合衆国南西部のレドンダ産地の年代を局所的に関連付けることが可能である。標徴形質が追加されたこと、また文献で見られるレドンダサウルスの頭蓋骨の数も増加したことで、示準化石としての役割を適用可能な範囲がより拡大する可能性も見込まれる。